# Postal Square Building
Il Postal Square Building (in precedenza il City Post Office) è un palazzo di Washington negli Stati Uniti d'America. Funse da ufficio postale principale della città, dal completamento dell'edificio nel 1914 al 1986. Ora ospita il Museo postale nazionale, l'Ufficio di statistica del lavoro e alcuni uffici del Senato. 
L'architetto Daniel Burnham progettò l'edificio nello stile Beaux-Arts — lo stesso stile che Burnham usò per la vicina Union Station. La costruzione del Postal Square Building cominciò nel 1911 in un lotto vicino al Campidoglio. La pianificazione cominciò con una proposta del 1901 della Commissione del Senato sui parchi. La commissione richiese tre edifici che segnassero l'estremità settentrionale del complesso del Campidoglio. Mentre i primi due edifici del piano, la Union Station e il Postal Square Building, furono completati all'inizio del XX secolo, il piano del 1901 non sarebbe stato pienamente implementato fino al completamento del Thurgood Marshall Federal Judiciary Building nel 1992. 
Un'importante ristrutturazione dal 1929 al 1935 espanse l'edificio per soddisfare le accresciute esigenze del trattamento della posta e della capacità del servizio. Verso gli anni 1950, le ristrutturazioni avevano eliminato molte delle caratteristiche Beaux-Arts dell'edificio. L'area del corridoio principale e dell'atrio mostrava tracce del loro grandioso disegno precedente con gli elementi modernisti che sostituiscono lo stile Beaux-Arts.
L'edificio subì un'altra importante ristrutturazione all'inizio degli anni 1990, durante la quale fu restaurato l'aspetto originale dell'area dell'atrio e e del corridoio principale. Il Museo postale nazionale si trasferì nell'edificio nel 1993 in seguito alle ristrutturazioni. The Bureau of Labor Statistics e anche la Capitol City Brewing Company si trasferì nell'edificio durante gli anni 1990. (La Capitol City Brewing Company chiuse nel 2011 per fare spazio a un'espansione del Museo postale nazionale.)

## Galleria d'immagini

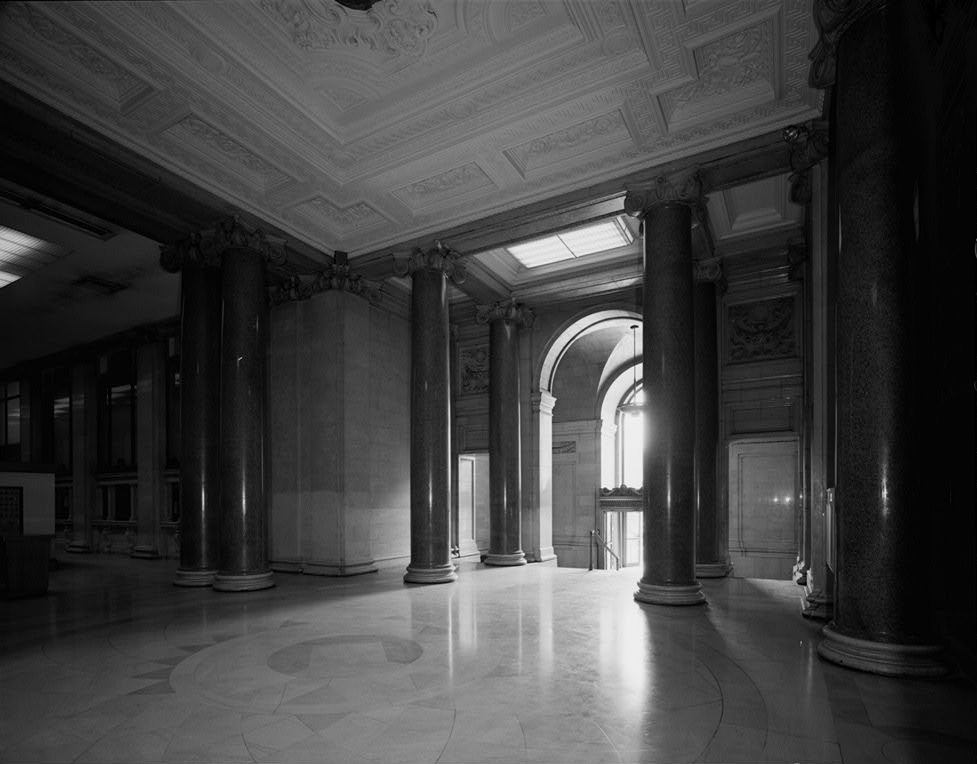
Atrio dell'entrata sudovest nel 1989 che mostra alcuni elementi del disegno originale come le colonne e i cassettoni modificati
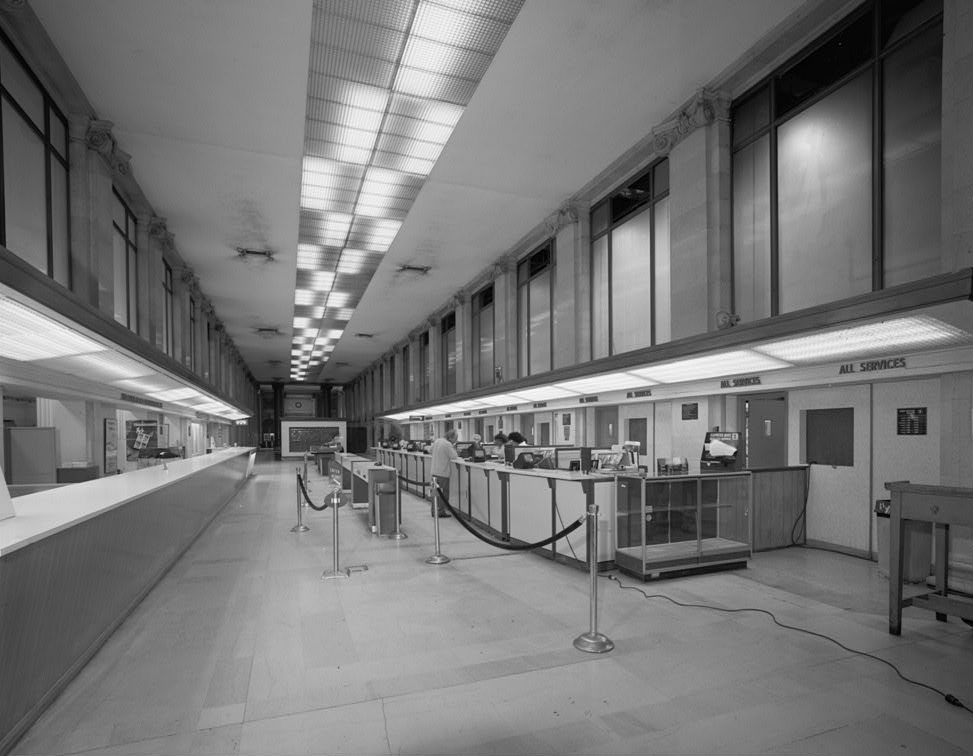
L'area del corridoio principale e dell'atrio prima del restauro; il soffitto è stato abbassato e il corridoio ristretto
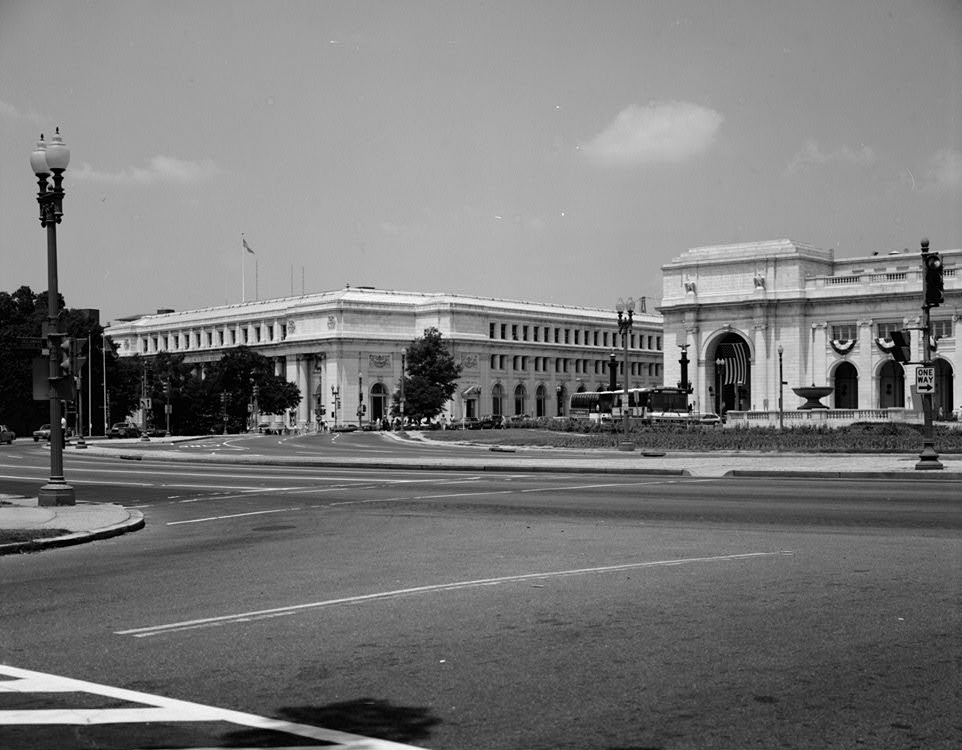
Il Postal Square Building (sinistra) da Columbus Circle con la Union Station a destra